# Tetragonia acanthocarpa
Tetragonia acanthocarpa är en isörtsväxtart som beskrevs av Robert Stephen Adamson. Tetragonia acanthocarpa ingår i släktet tetragonior, och familjen isörtsväxter. Inga underarter finns listade i Catalogue of Life.